# Conus verreauxii
Conus verreauxii é uma espécie de gastrópode do gênero Conus, pertencente a família Conidae.